# Gualtiero Suardo
Gualtiero Suardo (Arezzo, ... – Souillac, ...; fl. 1502-1504) è stato un monaco cristiano e vescovo cattolico italiano.

## Biografia
Nativo di Arezzo e facente parte dell'ordine di San Benedetto, il 9 maggio 1502 fu nominato vescovo dell'Aquila da papa Alessandro VI. Poco tempo dopo, il pontefice scomunicò l'intera città per debiti non ripagati contratti con la Chiesa di Roma e, desideroso di ritornare alla vita monacale, Suardo si dimise all'inizio del 1504. Si ritirò quindi nell'abbazia di Santa Maria di Souillac, in Francia, dove morì in data sconosciuta.